# Soa Palelei
Soa Palelei (Newcastle, 12 de julho de 1977) é um lutador de artes marciais mistas australiano, atualmente, compete no Peso Pesado do Ultimate Fighting Championship.

## Cartel no MMA
| Cartel no MMA   |             |            |
| 27 lutas        | 22 vitórias | 5 derrotas |
| Por nocaute     | 18          | 2          |
| Por finalização | 4           | 2          |
| Por decisão     | 0           | 1          |

| Res.    | Cartel | Oponente            | Método                       | Evento                                 | Data       | Round | Tempo | Local                    | Notas                                  |
| ------- | ------ | ------------------- | ---------------------------- | -------------------------------------- | ---------- | ----- | ----- | ------------------------ | -------------------------------------- |
| Derrota | 22-5   | Antônio Silva       | TKO (socos)                  | UFC 190: Rousey vs. Correia            | 01/08/2015 | 2     | 0:41  | Rio de Janeiro           |                                        |
| Vitória | 22-4   | Walt Harris         | TKO (socos)                  | UFC Fight Night: Rockhold vs. Bisping  | 07/11/2014 | 2     | 4:49  | Sydney                   |                                        |
| Derrota | 21-4   | Jared Rosholt       | Decisão (unânime)            | UFC Fight Night: Te-Huna vs. Marquardt | 28/06/2014 | 3     | 5:00  | Auckland                 |                                        |
| Vitória | 21-3   | Ruan Potts          | Nocaute (socos)              | UFC Fight Night: Brown vs. Silva       | 10/05/2014 | 1     | 2:20  | Cincinnati, Ohio         |                                        |
| Vitória | 20-3   | Pat Barry           | Nocaute (socos)              | UFC Fight Night: Hunt vs. Pezão        | 06/12/2013 | 1     | 2:09  | Brisbane, Queensland     |                                        |
| Vitória | 19-3   | Nikita Krylov       | TKO (socos)                  | UFC 164: Henderson vs. Pettis II       | 31/08/2013 | 3     | 1:34  | Milwaukee, Wisconsin     |                                        |
| Vitória | 18-3   | Sean McCorkle       | TKO (socos)                  | Australian Fighting Championship 4     | 07/12/2012 | 1     | 1:45  | Melbourne                | Defendeu o Cinturão Peso Pesado do AFC |
| Vitória | 17-3   | Bob Sapp            | TKO (socos)                  | Cage Fighting Championship 21          | 18/05/2012 | 1     | 0:12  | Sydney, New South Wales  |                                        |
| Vitória | 16-3   | Joe Kielur          | TKO (socos)                  | Australian Fighting Championship 3     | 14/04/2012 | 1     | 1:14  | Melbourne                | Ganhou o Cinturão Peso Pesado do AFC   |
| Vitória | 15-3   | Shunske Inoue       | TKO (socos)                  | Cage Fighting Championship 20          | 24/02/2012 | 2     | 4:08  | Gold Coast, Queensland   |                                        |
| Vitória | 14-3   | Sentoryū Henri      | TKO (socos)                  | K-Oz Entertainment: Bragging Rights    | 21/01/2012 | 1     | 1:26  | Perth, Western Australia | Ganhou o Cinturão Peso Pesado do K-OZ. |
| Vitória | 13-3   | Matt Walker         | Nocaute (soco)               | Cage Fighting Championship 19          | 09/12/2011 | 1     | 0:16  | Sydney                   |                                        |
| Vitória | 12-3   | Son Hai Suk         | TKO (socos)                  | Australian Fighting Championship 2     | 03/09/2011 | 1     | 0:28  | Melbourne                |                                        |
| Vitória | 11-3   | Yusuke Kawaguchi    | TKO (socos)                  | Australian Fighting Championship 1     | 25/06/2011 | 1     | N/A   | Melbourne                |                                        |
| Derrota | 10-3   | Daniel Cormier      | Finalização (socos)          | Xtreme MMA 3                           | 05/11/2010 | 1     | 2:23  | Sydney                   |                                        |
| Vitória | 10-2   | Brad Morris         | Finalização (keylock)        | Impact FC 2                            | 18/07/2010 | 1     | 4:20  | Sydney                   |                                        |
| Vitória | 9-2    | Leamy Tato          | Finalização (chave de braço) | XFC: Return of the Hulk                | 14/03/2009 | 1     | 0:56  | Perth, Western Australia |                                        |
| Derrota | 8-2    | Eddie Sanchez       | TKO (socos)                  | UFC 79: Nemesis                        | 29/12/2007 | 3     | 3:24  | Las Vegas, Nevada        |                                        |
| Vitória | 8-1    | Shaun Vanof         | Nocaute (soco)               | KOTC: Perth                            | 05/10/2007 | 1     | 0:05  | Perth, Western Australia |                                        |
| Derrota | 7-1    | Choi Mu-Bae         | Finalização (mata leão)      | Pride 28                               | 31/10/2004 | 2     | 4:55  | Saitama                  |                                        |
| Vitória | 7-0    | Vince Lucero        | TKO (socos)                  | Shooto Australia - NHB                 | 20/05/2004 | 1     | N/A   | Melbourne                |                                        |
| Vitória | 6-0    | Lance Cartwright    | TKO (lesão)                  | XFC 4 - Australia vs The World         | 19/03/2004 | 1     | 0:38  | Queensland               |                                        |
| Vitória | 5-0    | Christian Wellisch  | TKO (socos)                  | Shooto Australia - NHB                 | 12/02/2004 | 2     | 4:33  | Melbourne                |                                        |
| Vitória | 4-0    | Don Richards        | Finalização (socos)          | Shooto Australia - NHB                 | 13/11/2003 | 1     | N/A   | Melbourne                |                                        |
| Vitória | 3-0    | Edwin Montevgini    | Finalização (chave de braço) | After Dark Fight Night 2               | 01/08/2003 | 2     | 1:15  | Austrália                |                                        |
| Vitória | 2-0    | Gerald Burton-Batty | TKO (socos)                  | Thunderdome                            | 21/02/2003 | 1     | 0:49  | Perth, Western Australia |                                        |
| Vitória | 1-0    | Brad Morris         | TKO (interrupção médica)     | Xtreme Fight Night                     | 27/09/2002 | 4     | 3:00  | Austrália                |                                        |